# Усач-плотник
Усач-плотник, или дровосек-плотник (лат. Ergates faber) — вид крупных жуков подсемейства прионин (Prioninae) семейства усачей (Cerambycidae). Самый крупный представитель семейства на территории Европы.

## Ареал
Распространён в Центральной и Южной Европе, на Украине, Кавказе, в Турции и Северной Африке. В горах встречается на высотах до 1000 м над уровнем моря.

## Описание
Длина тела 23—60 мм. Тело смоляно-бурое (самец) или красновато-бурое (самка), слегка блестящее. Усики у самцов несколько длиннее тела, у самки более или менее заходят за середину надкрылий. 1-й членик очень короткий, но не достигает основания переднеспинки по длине равен 4-му и 5-му вместе. Голова крупно и густо морщинистая, верхние челюсти у самца изогнуты несколько сильнее, их внутренний зубец развит сильнее, чем у самки. Переднеспинка в длину вдвое меньше, чем в ширину; у самца более широкая, чем у самки с передним углом вытянутым ушком вперед, боковой край её мелко зазубрен, диск в мелкой и густой морщинистой пунктировке, с каждой стороны близ бокового края имеется еще по два небольших блестящих промежутка и такой же небольшой — у основания, перед щитком; переднеспинка у самки не столь широка, более выпуклая в поперечном направлении; передний угол менее вытянут, боковые края мелко зазубренные, с острым и тонким зубцом сзади середины, на диске в очень грубой и очень неправильной морщинистой пунктировке, более грубой посередине диска. Надкрылья в густой морщинистой пунктировке, более крупной у самца чем у самки, с двумя очень слабо намеченными продольными ребрышками, на вершине широко закруглены, шовный угол вытянут в шипик. Переднегрудь в очень мелкой и очень густой морщинистой пунктировке, матовая.
Половой диморфизм резко выражен, не только в длине усиков, но и в форме и скульптуре переднеспинки, скульптуре передних ног и надкрылий, переднегруди и брюшка.

## Изменчивость
Наблюдается большая изменчивость в размерах, ряд отклонений от нормы в скульптуре переднеспинки у самцов (слабое развитие блестящих промежутков, иногда отсутствие боковых пятен), в степени зазубренности бокового края переднеспинки. Колебания в размерах головы самцов привели к выделению в качестве особой формы — var. grandiceps с несколько более массивной головой. Другая вариация — var. opifex, у которой верхняя часть надкрылий несёт шипы, а также характеризуется бороздчатой переднеспинкой.

### Вариации
- Ergates faber var. grandiceps Tournier, 1872[1]
- Ergates faber var. opifex Mulsant, 1851[1]

## Биология
Жуки встречаются с июля по сентябрь.

### Естественные враги
Паразитоидами личинок усача-плотника являются перепончатокрылые: Xorides filiformis и Coleocentrus excitator (оба из семейства ихневмонид).

## Размножение

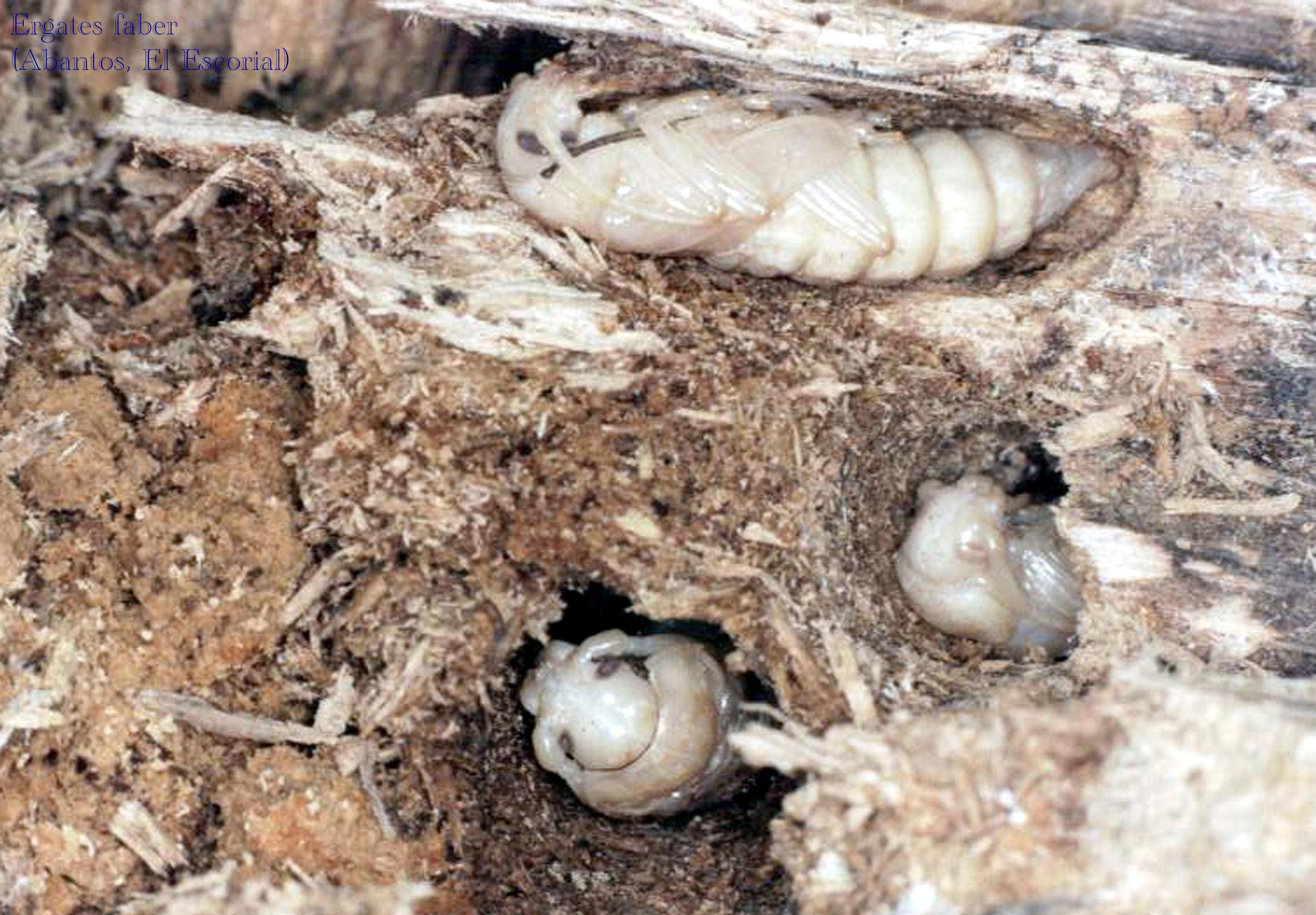
Куколки

Яйца кладутся в трещины коры старых елей и сосен, мертвых, сухостойных, больных, иногда и здоровых. Помимо пней и стволов старых деревьев личинка развивается иногда и в совсем тонких стволиках: так её находили в стволиках всего 5 см в поперечнике. Наблюдались ходы личинок и в корнях, и притом довольно глубоко в почве.
Личинка желтовато-белая, взрослая достигает в длину 60—65 мм. Передний край головы с довольно большими зубцами, несущими продольную штриховку. Верхние челюсти с глубокой вырезкой и зубцом на внутреннем краю. Верхняя губа округлена, почти дисковидная, покрыта темными точками, из которых по 3—4 с каждого бока более крупных. Эпистом спереди слегка вырезан, в передней части с почти концентрическими бороздками. Переднегрудь сверху шагреневая, перед задним краем с грязно-рыжей полосой, неправильной и прерванной посередине. Спинные мозоли с двумя поперечными желобками, брюшные мозоли с одним продольным желобком и двумя боковыми ямками.
Генерация 2—4 летняя. Личинки развиваются в деревьях рода Сосна (Pinus) и достигают длины 100 мм.

## Галерея

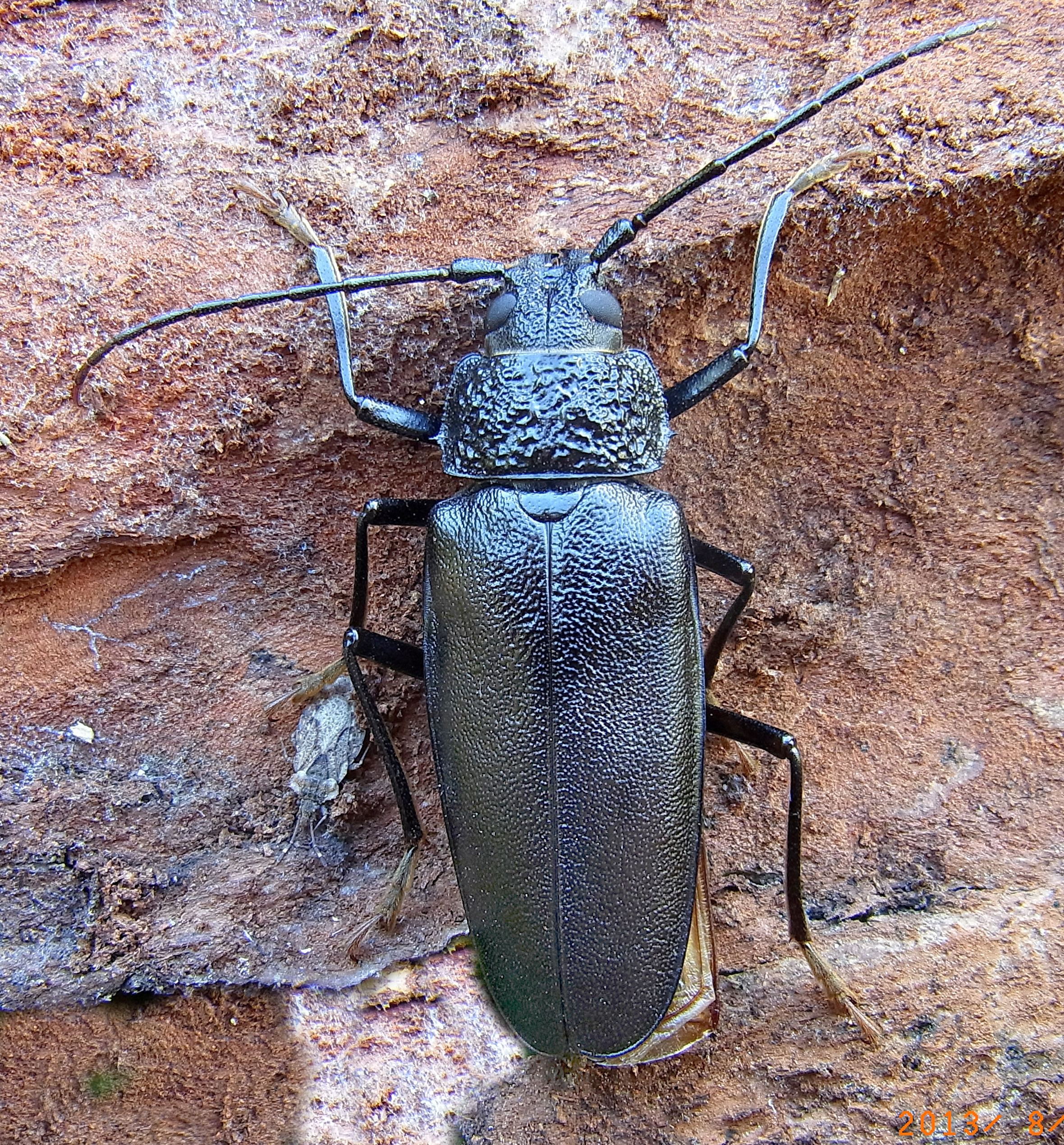
Самка
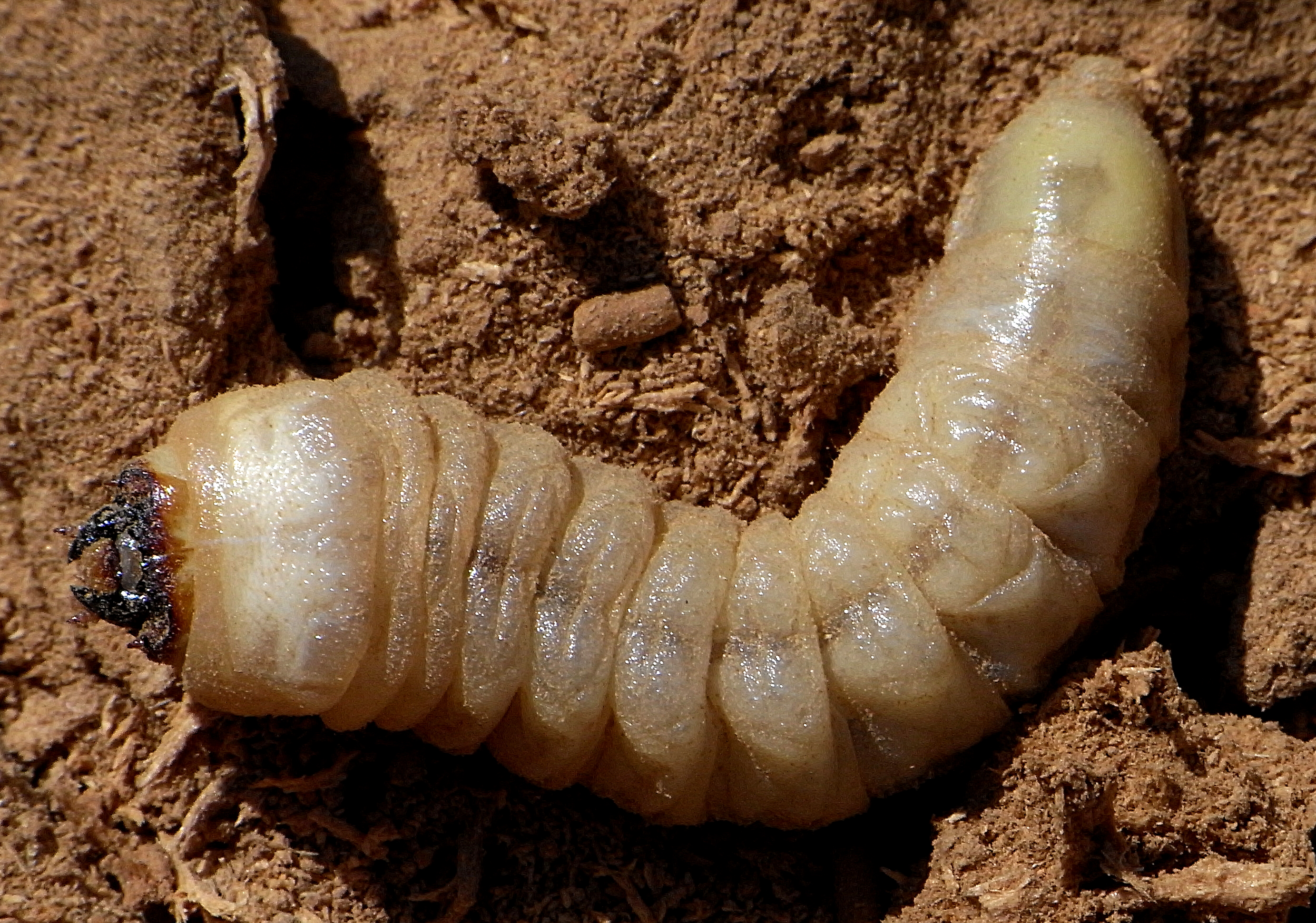
Личинка
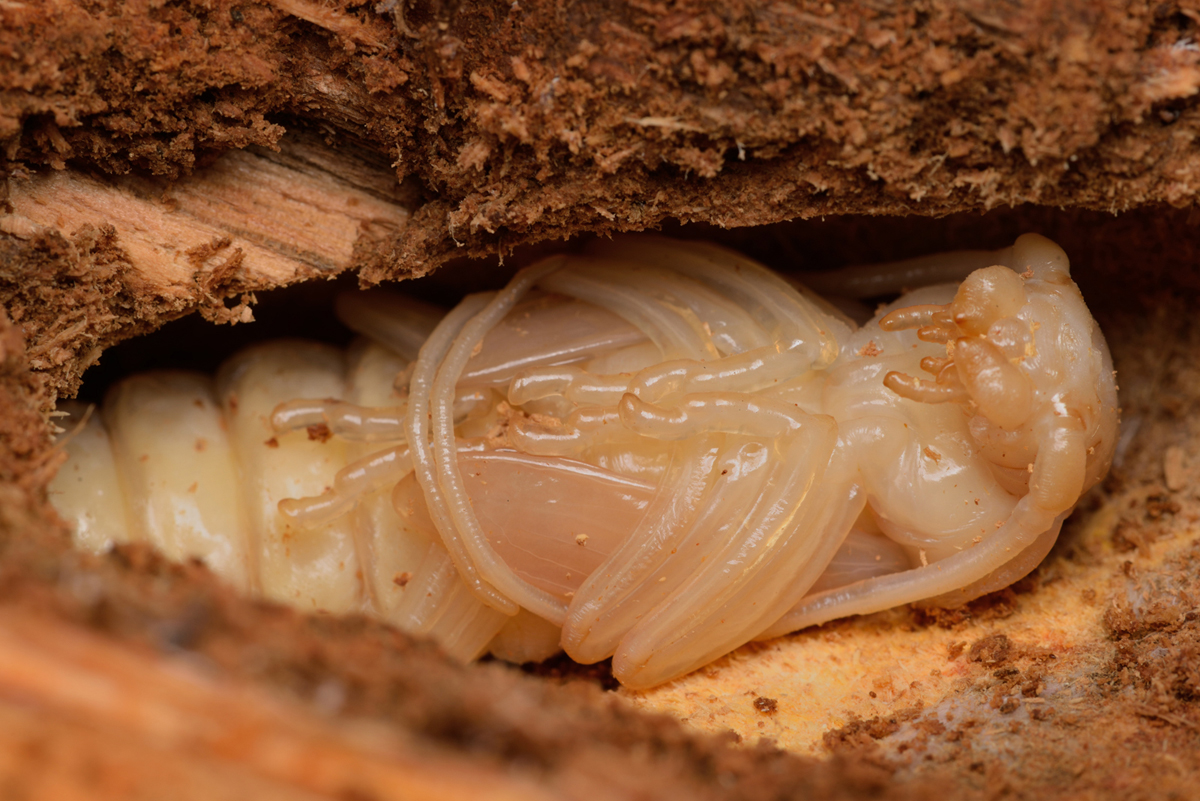
Куколка